# 비행 (영화)
"비행"은 2020년에 개봉한 대한민국의 영화이다.

## 캐스팅
- 홍근택 : 근수 역
- 차지현 : 지혁 역
- 장준현 : 성일 역
- 윤정욱 : 영기 역
- 김종호 : 동원 역
- 이성준 : 탈북민 담당 보호관 역
- 이홍선 : 중국집 사장 역
- 이승준 : 뽕쟁이 역
- 김정민 : 마약상 역
- 김민체 : 미용학원 원장 1 역
- 최요운 : 미용학원 원장 2 역
- 임용순 : 파출소장 역
- 변경록 : 경찰 1 역
- 장종민 : 경찰 2 역
- 이요섭 : 경찰 3 역
- 신동현 : 추격자 1 역
- 김양균 : 추격자 2 역
- 박희수 : 추격자 3 역
- 김준수 : 일름보 역
- 옥주리 : 모텔 사장 역
- 이용훈 : 중식당 점원 역
- 황영훈 : 심부름센터 직원 1 역
- 김진성 : 심부름센터 직원 2 역
- 김보예 : 이민상담소 상담원 역
- 이주희 : 여성 접대부 1 역
- 권유진 : 여성 접대부 2 역
- 박경혜 : 마네킹 인형 역 (목소리)
- 조성빈 : 샤워 남 역 (목소리)

## 수상 정보
- 2018년 제19회 전주국제영화제 후보 한국경쟁, 수상 CGV아트하우스 - 배급지원상 (조성빈)

## 같이 보기
- 2020년 대한민국의 영화 목록